# 孟山郡
孟山郡（：／ Maengsan gun */?）是朝鮮民主主義人民共和國平安南道東部的一個郡，東以北大峰山脈與咸鏡南道相鄰。河流有孟山江、馬灘江、東面江等，另有金城湖。面積723.13平方公里，2008年人口48,155人。下分1邑、24里。

## 隣接行政区
- 北 － 寧遠郡
- 東 － 耀德郡（咸鏡南道）
- 南 － 新陽郡
- 西 － 北倉郡、徳川市

## 歷史
1015年稱孟州，1390年設縣，1415年改稱孟山。1895年設郡。